# Musique jordanienne
 (février 2025).
La musique jordanienne est intimement liée à la musique syrienne, égyptienne, palestinienne, irakienne et israélienne. Bien qu'ayant des frontières variables cette région partage une culture assez similaire, pour des raisons historiques et aussi notamment par le biais des Bédouins et des Palestiniens.

## Musique arabe
La Jordanie fait partie du grand bassin de la musique arabe savante. On y retrouve les formes du maqâm classique jouées sur les instruments habituels (oud, qanûn, etc.). Sakher Hatar est considéré comme un des plus grands oudistes contemporains.

## Musique folklorique

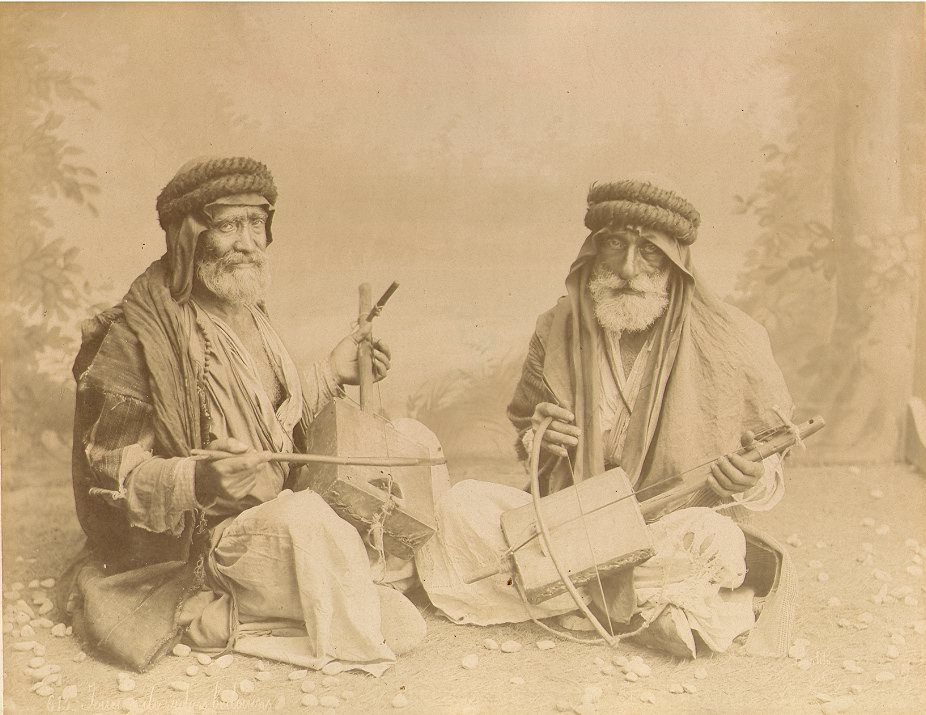
Bédouins au rabâb

Les Bédouins interprètent deux types de chants : chants syllabiques et chants longs. Les chants syllabiques a cappella accompagnent une activité : huda (des cavaliers et chameliers), hjeyni (des chameliers), dahiya ou sahja, halaba ou samer (accompagné au rabâb), et dabkeh, danse masculine parfois chantée par les femmes. Les chants longs incluent le 'ataba, le shurûqi et le mawwal. Le 'ataba est un long poème narré s'accompagnant de la vièle rabâb. Le shurûqi est accompagné au rabâb dans la steppe. Le mawwal, autres pièces longues, accompagnées au tambour derbake et de claquements de mains (sahja) ou martèlement des pieds (dabkeh). Il existe aussi des ensembles populaires jouant de la flûte shabbaba ou ney et chantant des zadjals, poèmes d'origine arabo-andalouse.
Dans les cités et chez les pêcheurs d'Aqaba, l'ughniya, composé des répertoires simsimiyya et dammam faisant écho à ceux de la mer Rouge et du Sinaï, est une suite de chants populaires accompagnés à la lyre simsimiyya.

## Musique contemporaine
Les chanteurs Omar Al-Abdullat, Diana Karazon, Qamar Badwan et les musiciens Hani Naser, Sameer Baghdadi et Khalid Asad sont des stars nationales de musique orientale. Dans le genre musiques du monde, les groupes Rum et Sign of Thyme acquièrent une réputation dépassant les frontières du pays. Dans le genre de pop rock Malak El Nasser, Ethereal et Jadal ont une large.
L'influence de la musique occidentale est grandissante. À la suite de l'influence palestinienne d'Israël, les jeunes explorent à présent en outre vers le heavy metal, la techno ou la trance.